# Rodolfo Madrid
Rodolfo Alejandro Madrid González (San Vicente de Tagua Tagua, 14 maggio 1980) è un ex calciatore cileno, di ruolo centrocampista.

## Palmarès

### Club

#### Competizioni nazionali
- Campionato cileno: 1

Colo-Colo: Clausura 2002